# Osiedle Przydworcowe, Białystok
Osiedle Przydworcowe là một trong những quận của thành phố Białystok ở Ba Lan.